# Литературна награда на Културното сдружение на немската икономика
Литературна награда на Културното сдружение на немската икономика (на немски: Literaturpreis des Kulturkreises der deutschen Wirtschaft) възниква през 2007 г. като наследник на наградата „Ханс Ерих Носак“. Присъжда се ежегодно на писатели, преводачи и драматурзи. Наградата са дава за цялостно литературно творчество с цел да подкрепи финансово и популяризира неговия автор.
След 2017 г. наградата носи неименованието Литературна награда „текст & език“ на Културното сдружение на немската икономика.
Отличието възлиза общо на 40 000 €.

## Носители на наградата (подбор)
- Томас Щангл (2007) - проза
- Барбара Кьолер (2009) - поезия
- Томас Главинич (2010) - проза
- Дирк Лауке (2010) - драма
- Волфганг Херндорф (2012) - проза
- Клеменс Й. Зец (2013) - проза
- Нора Гомрингер (2013) - поезия
- Нино Харатишвили (2015) - проза
- Улрике Алмут Зандиг (2017) - поезия